# Lüderitz (stacja kolejowa)
Lüderitz – stacja kolejowa znajdująca się w mieście Lüderitz w południowo-zachodniej Namibii. 
Budynek dworca został zbudowany w 1904 roku, a 13 grudnia 1976 roku został wpisany na listę zabytków w Namibii. 
Stację wybudowano w celu poprawy połączeń infrastrukturalnych z portu Lüderitz w głąb kraju. Powodem był również transport broni do walki z powstaniem Herero i Nama.
Na stację w Lüderitz przez wiele lat nie docierały pociągi, dopiero po modernizacji odcinka linii kolejowej do Aus, którą ukończono 13 listopada 2014 roku jest możliwy ruch pociągów. 19 listopada 2014 roku odbył się pierwszy od 18 lat przejazd pociągu do Lüderitz.